# 1647

## Esdeveniments
Països Catalans
Resta del món
- 23 de gener: el primer marquès d'Argyll i cap de l'oposició presbiteriana escocesa a la política eclesiàstica anglicana del rei Carles I, Archibald Campbell, va lliurar el monarca al Parlament anglès per la quantitat de 400.000 lliures. Carles I, que havia estat derrotat en la primera guerra civil anglesa, va fugir a Escòcia i va posar-se a disposició de l'exèrcit presbiterià escocès.[1]

## Naixements
Països Catalans
- 2 de febrer, Vinaròs: Vicent Guilló Barceló, pintor del barroc valencià (m. 1698).

Resta del món
- 17 de gener, Gdańsk, Polònia: Elisabeth Hevelius, astrònoma polonesa, coneguda com la "mare de la topografia lunar" (m. 1693).[2]
- 2 d'abril, Frankfurt del Main (Alemanya): Maria Sibylla Merian, naturalista, exploradora i pintora alemanya (m. 1717).[3]
- juliol, París: François Poullain de La Barre, va ser un escriptor, filòsof cartesià i feminista (m. 1725).
- 25 de setembre, París: Anne-Thérèse de Marguenat de Courcelles, dona de lletres i salonnière francesa (m. 1733).[4]

## Necrològiques
Països Catalans
Resta del món
- 11 d'octubre - Copenhaguen (Dinamarca): Frederic IV de Dinamarca fou rei de Dinamarca i Noruega entre 1699 i 1730. (n. 1730)
- 25 d'octubre - Florència (Itàlia): Evangelista Torricelli, físic i matemàtic italià (n. 1608).[5]
- 30 de novembre - Bolonya (Itàlia): Bonaventura Cavalieri, jesuïta i matemàtic italià.